# Terminus (mytologie)

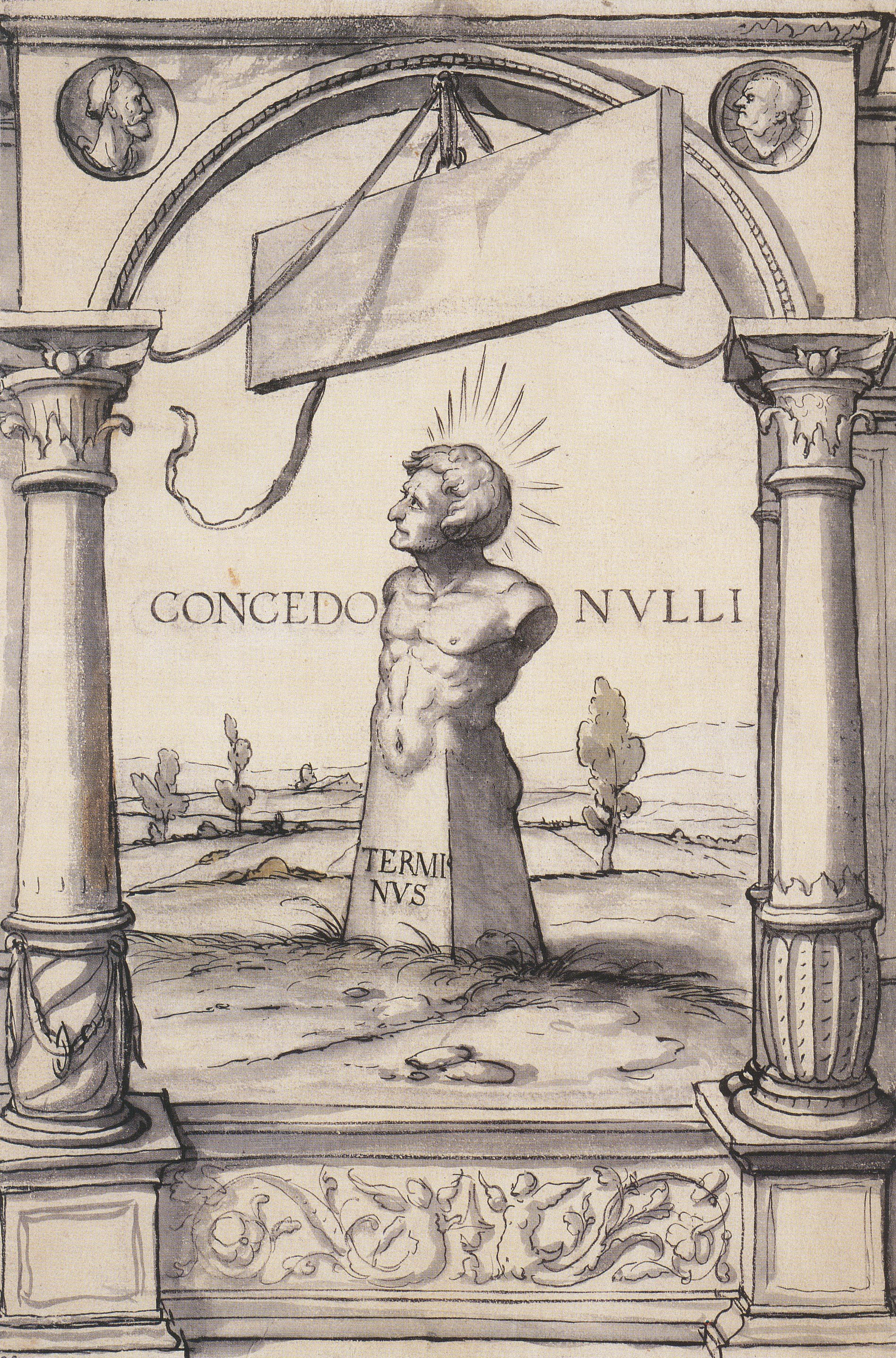
Terminus byl zobrazován v podobě busty na hraničním kameni

Terminus, „hraniční kámen“, je římský bůh hraničních kamenů. V Římě byly považovány za posvátné a ten, kdo je svévolně odstranil či přemístil, byl homo sacer – svatokrádežník –, a proto ho mohl kdokoli zabít. Při zasazování nových mezníků byl vykonáván zvláštní obřad: na zvoleném místě byla vykopána jáma, v níž byl rozdělán oheň, poté bylo nad ní obětováno zvíře, jehož krev do ní stekla. Potom bylo do ohně vhazováno ovoce, kadidlo, med a víno. Až pak mohl být zasazen hraniční kámen, který byl při této příležitosti ozdoben věnci a květinami.
Na Terminovu počest se 23. února slavil svátek Terminalia, během kterého se majitelé sousedních pozemků scházeli u hraničních kamenů, zdobili je a obětovali koláče, žito, med, víno nebo krev beránka či selete, kterou kámen skropili. Celý svátek byl ukončen společnou hostinou. Veřejné Terminalie byly slaveny u šestého milníku na Via Laurentina, na staré hranici Říma a Laurenta.
Jeho svatyně, fanum Termini, se nacházela na Kapitolu v prostřední celle chrámu Jupitera Optima Maxima, zasvěcené samotnému Jupiterovi. Podle tradice Tarquinius Superbus nechal při stavbě tohoto chrámu odstranit svatyně jiných bohů, ale Terminus a Juventas toto odstranění odmítli, s jejich oltáři nešlo hnout, a proto musely být začleněny do nové stavby. Tím tato dvě božstva zajistila Římu pevné hranice a věčné mládí. Terminovou svatyní možná byl jen neopracovaný kámen, který toto božstvo reprezentoval a nad nímž zel otvor ve střeše chrámu – podobně jako v chrámu Dia Fidia.
Georges Dumézil vysvětluje podání o zachování svatyň Termina a Juventas v chrámu Jupitera Optima Maxima tím, že se jedná o Jupiterova pomocná božstva, která odpovídají pomocným božstvům védského Mitry. Terminus je podle jeho názoru bohem ručícím za správné rozdělování statků, především půdy, odpovídající védskému Bhagovi, „přídělu“, zatímco Juventas je bohyní chránící základní a zárodečnou část společnosti – iuvenes, analogickou védskému Arjamanovi, perskému Airjamanovi a zarathuštrickému Sraošovi.